# 테런스 매캔
테런스 존 매캔(영어: Terrence John McCann, 1934년 3월 23일~2006년 6월 7일)은 미국의 레슬링 선수로 1960년 하계 올림픽 자유형 밴텀급에서 금메달을 획득했다. 은퇴 후에는 미국 레슬링 연맹 설립에 기여했으며, 토스트마스터스 인터내셔널의 이사를 지냈다.